# Thomas Karremans

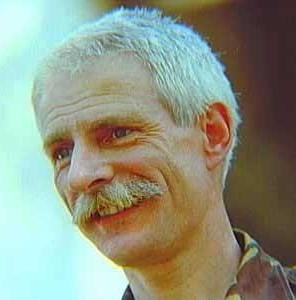
Thom Karremans 1995

Thomas Jakob Peter (Thom) Karremans (* 29. Dezember 1948 in Apeldoorn) ist ein ehemaliger niederländischer Offizier, der internationale Aufmerksamkeit während des Bosnienkrieges erfuhr. Zum Zeitpunkt des Massaker von Srebrenica im Juli 1995 war er Bataillonskommandeur des niederländischen Kontingents der Schutztruppe der Vereinten Nationen, Dutchbat III, das als „Peacekeeper“ die UN-Schutzzone Srebrenica und die darin wohnende bosnische Zivilbevölkerung hätte schützen sollen.

## Kommandeur in Srebrenica
Zur Sicherung der Enklave waren etwa 400 niederländische Blauhelm-Soldaten unter dem Befehl von Oberstleutnant Thomas Karremans eingesetzt. Nachdem die bosnisch-serbische Armee im Juli 1995 in die Schutzzone einmarschierte und am 9. Juli nur noch einen Kilometer von der Stadtgrenze entfernt war, forderte Thomas Karremans mehrfach NATO-Luftunterstützung an, die jedoch ausblieb. In der Folge der Einnahme Srebrenicas durch serbische Truppen am 11. Juli 1995, unter dem Kommando von Ratko Mladić, kam es zum Massaker von Srebrenica, bei dem schätzungsweise 8.000 muslimische Bosniaken ermordet wurden.
Am 21. Juli, als das Gebiet bereits mehrere Tage von der serbischen Armee besetzt war, zog das Dutchbat ab. Die demütigende Verabschiedung und Beschimpfung von Thomas Karremans durch Ratko Mladić wurde weltweit im Fernsehen übertragen. Bekannt wurde auch ein Foto, das Ratko Mladić und Thomas Karremans am Abend des 12. Juli 1995 bei einem gemeinsamen Trinkspruch festhält.
Die Rolle Karremans und die der niederländischen Blauhelm-Soldaten, die nicht entschieden einschritten, um die Deportationen zu verhindern, ist bis heute umstritten: Kritiker werfen den niederländischen Blauhelmen vor, sie hätten Teile des Massakers mitbekommen und durch Nicht-Einschreiten geduldet. In diesem Zusammenhang wird auch von Beihilfe zu einem Kriegsverbrechen gesprochen. Diese Kritiker konstatieren ein Versagen des niederländischen Bataillons, dem sich gezielte Vertuschungsversuche niederländischer Militärs und Politiker anschlossen.
Andere Stellungnahmen betonen dagegen, dass die Soldaten vor Ort kaum Kenntnis von den Gräueln gehabt hätten, weil sie an entsprechenden Beobachtungen von den Einheiten der bosnischen Serben systematisch gehindert worden seien. Außerdem seien sie im Stich gelassen worden, obwohl sie mehrfach Luftunterstützung zum Schutz der Enklave und zu ihrer eigenen Sicherheit angefordert hatten. Dutchbat sei ferner durch die niederländische und internationale Politik mit dem Schutz der Bosniaken betraut worden, ohne dass ihnen dazu adäquate Mittel zur Verfügung gestanden hätten. Der kritische Report einer Kommission des Niederländischen Instituts für Kriegsdokumentation zur Rolle der niederländischen Blauhelme in Srebrenica führte aber am 16. April 2002 zum Rücktritt der niederländischen Regierung unter Wim Kok.
Begleitet von Protesten Überlebender, ehrte die niederländische Regierung am 4. Dezember 2006 ungefähr 500 Soldaten. Sie hätten seinerzeit einen „außerordentlich schwierigen Auftrag“ gehabt; nach 1995 seien sie „jahrelang falschen Anschuldigungen ausgesetzt“ gewesen, jedoch mittlerweile durch offizielle Untersuchungen entlastet, so der damalige niederländische Verteidigungsminister Henk Kamp. Bosnien und Herzegowina protestierte auf diplomatischer Ebene gegen diese Ehrung. Angehörige von Massaker-Opfern und Überlebende aus Srebrenica sprachen bei Protestkundgebungen von einem „Genozid-Orden“. An der Demonstration in Sarajevo gegen die Auszeichnung der Soldaten beteiligte sich die Gesellschaft für bedrohte Völker (GfbV) und forderte in einem offenen Brief an Kamp und Ministerpräsident Jan Peter Balkenende eine Entschuldigung bei den Überlebenden von Srebrenica.
Im Juli 2010 stellten vier Opfer von Srebrenica, darunter der überlebende Dolmetscher Hasan Nuhanović und Verwandte des ermordeten Rizo Mustafic, eines muslimischen Elektrikers, alle während des Bosnienkrieges bei Dutchbat angestellt, erneut eine Anzeige wegen „Völkermord und Kriegsverbrechen“ gegen Karremans, seinen Stellvertreter Major Rob Franken und S-1-Offizier Berend Oosterveen; sie seien für die Auslieferung einheimischer muslimischer Angestellter von Dutchbat an die Serben verantwortlich gewesen. Im Juli 2011 sprach ein Gericht in Den Haag den Niederlanden eine Mitschuld am Tod der muslimischen Männer zu. Die niederländische Regierung legte Berufung ein; 2013 bestätigte der Hohe Rat der Niederlande in letzter Instanz jedoch das Urteil.
Karremans wurde später zum Oberst befördert, ist inzwischen pensioniert und lebt in Spanien. 1998 publizierte er seine Sicht auf die Ereignisse in Srebrenica mit dem Titel Srebrenica, Who Cares? Een puzzel van de werkelijkheid [Srebrenica, Who Cares? Ein Rätsel der Wirklichkeit].